# لارس لکسل
لارس لکسل (به سوئدی: Lars Leksell) متولد ۱۹۱۵، پزشک سوئدی، و از پیشروان مهم در تاریخ و علم فیزیک پزشکی است.
او از مخترعین سیستم‌های اولیهٔ پرتودرمانی، و از پیشروان اصلی «جراحی پرتوی» (radiosurgery) است.